# Jem Mace
Jem Mace est un boxeur anglais combattant à mains nues né le 8 avril 1831 à Beeston, Norfolk, et mort le 30 novembre 1910 à Jarrow.

## Carrière
Il entame sa carrière sportive en 1849 et remporte le 20 septembre 1860 à sa 3e tentative le titre de champion d'Angleterre des poids moyens aux dépens de Bob Brettle (après une défaite et un match nul). L'année suivante, le 18 juin 1861, il s'empare du titre dans la catégorie poids lourds en battant cette fois Sam Hurst puis affronte à deux reprises Tom King en 1862: il gagne le premier combat mais s'incline lors du second.
Mace redevient champion d'Angleterre des poids lourds en 1866 après sa victoire au 21e round contre Joe Goss et champion des États-Unis en 1870 à la suite de son succès contre Tom Allen. Considéré alors comme le champion du monde, il conserve ses titres en 1871 face à Joe Coburn puis entame une longue série d'exhibitions en Amérique, en Australie puis en Nouvelle-Zélande afin de développer la pratique de la boxe à travers le monde.

## Distinction
- Jem Mace est membre de l'International Boxing Hall of Fame depuis sa création en 1990.